# 21世紀百貨

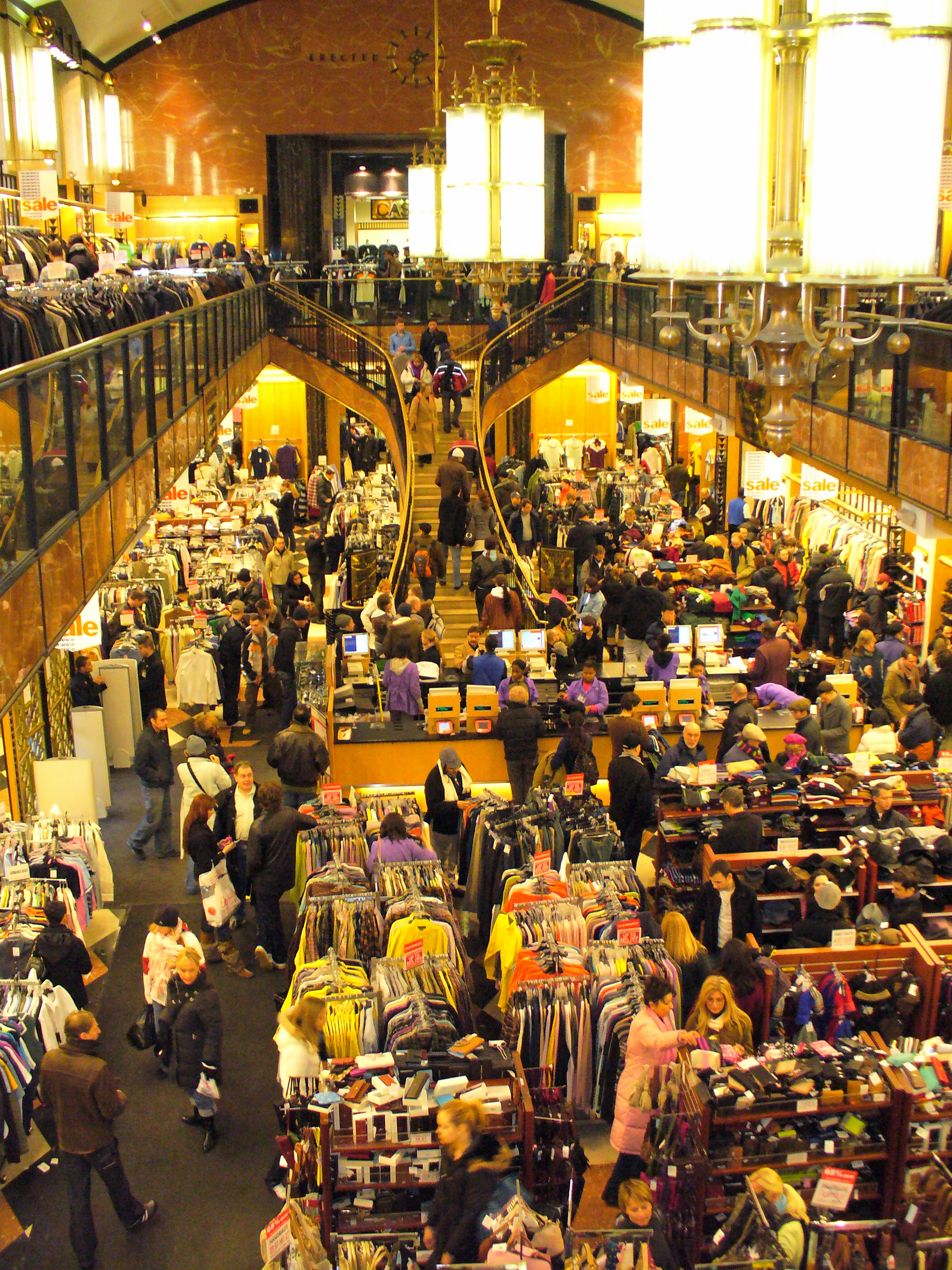
位於曼哈頓下城21世紀百貨分店

21世紀百貨是一間連鎖的百貨公司，其販售的產品在價格上較其他百貨公司來的低廉，以優惠的服飾、鞋類、飾品和家居用品的折扣著名，在紐約市和鄰近的紐澤西州有諸多分店，其中最大的分店位於曼哈頓下城，就在因九一一恐怖攻擊事件而倒塌的世界貿易中心對面。

## 歷史
21世紀百貨的旗艦店位於曼哈頓下城，此店曾受過2001年的九一一恐怖攻擊事件影響，當第一架飛機撞上世界貿易中心時，百貨內部的人員緊急疏散，建築體受到大樓倒塌的影響而有所損壞。事件發生後，此分店不確定是否在原址重建，在公司持有人的堅持下，此分店在2002年夏天重新開幕。 

## 分店
- 紐約曼哈頓：旗艦店，位於世界貿易中心旁。
- 紐約布魯克林
- 紐約長島Westbury
- 紐澤西莫瑞斯鎮（Morristown）
- 紐澤西帕拉莫斯（Paramus）
- 紐約皇后區瑞可公園（Rego Park）

## 其他
- HBO影集《慾望城市》中，主角凱莉·布雷蕭曾擔任陪審團，在開庭的午餐時間時，在此消費。
- 曾在超脫樂團的歌曲Mrs. Butterworth中被提及。

## 外部連結
- 官方網站（页面存档备份，存于）